# Laurence Olivier Awards 2014
Die 38. Laurence Olivier Awards 2014 wurden am Sonntag, 13. April 2014 im Royal Opera House in London von der Society of London Theatre vergeben, um herausragende Theater- und Musicalproduktionen zu würdigen. Ausgezeichnet wurden Produktionen der Theatersaison 2013/2014. Die Preisverleihung wurde von Gemma Arterton und Stephen Mangan moderiert und die Highlights der Preisverleihung wurden nachträglich bei ITV im Fernsehen übertragen.

## Hintergrund
Der Laurence Olivier Award (auch Olivier Award) ist ein seit 1976 jährlich vergebener britischer Theater- und Musicalpreis. Er gilt als höchste Auszeichnung im britischen Theater und ist vergleichbar mit dem Tony Award am amerikanischen Broadway. Verliehen wird die Auszeichnung von der Society of London Theatre. Ausgezeichnet werden herausragende Darsteller und Produktionen einer Theatersaison, die im Londoner West End zu sehen waren. Die Auszeichnungen hießen zunächst Society of West End Theatre Awards und wurden 1985 zu Ehren des renommierten britischen Schauspielers Laurence Olivier in Laurence Olivier Awards umbenannt. Die Nominierten und Gewinner der Laurence Olivier Awards „werden jedes Jahr von einer Gruppe angesehener Theaterfachleute, Theaterkoryphäen und Mitgliedern des Publikums ausgewählt, die wegen ihrer Leidenschaft für das Londoner Theater“ bekannt sind.

## Gewinner und Nominierte
Die Nominierten wurden am 10. März 2014 in 26 Kategorien bekannt gegeben.
| Bestes neues Theaterstück | Bestes neues Musical |
| --- | --- |
| - Chimerica von Lucy Kirkwood – Almeida Theatre / Harold Pinter Theatre - 1984 by George Orwell, adaptiert von Robert Icke und Duncan Macmillan – Almeida Theatre - Peter and Alice von John Logan – Noël Coward Theatre - The Night Alive von Conor McPherson – Donmar Warehouse | - The Book of Mormon – Prince of Wales Theatre - Charlie and the Chocolate Factory – Theatre Royal Drury Lane - Once – Phoenix Theatre - The Scottsboro Boys – Young Vic Theatre |
| Beste Wiederaufnahme Theaterstück | Beste Wiederaufnahme Musical |
| - Ghosts – Almeida Theatre / Trafalgar Studios - Othello – National Theatre Olivier - Private Lives – Gielgud Theatre - The Amen Corner – National Theatre Olivier | - Merrily We Roll Along – Harold Pinter Theatre - Tell Me on a Sunday – St James Theatre / Duchess Theatre - The Sound of Music – Regent’s Park Open Air Theatre |
| Beste neue Comedy | Bestes Entertainment |
| - Jeeves and Wooster in Perfect Nonsense von P. G. Wodehouse, adaptiert von David Goodale und Robert Goodale – Duke of York’s Theatre - The Duck House von Dan Patterson und Colin Swash – Vaudeville Theatre - The Full Monty von Simon Beaufoy – Noël Coward Theatre - The Same Deep Water as Me von Nick Payne – Donmar Warehouse | - The Wind in the Willows – Duchess Theatre - Barry Humphries’ Farewell Tour: Eat, Pray, Laugh! – London Palladium - Derren Brown: Infamous – Palace Theatre - Eric and Little Ern – Vaudeville Theatre |
| Bester Darsteller Theaterstück | Beste Darstellerin Theaterstück |
| - Rory Kinnear als Iago in Othello – National Theatre Olivier - Henry Goodman als Arturo Ui in The Resistible Rise of Arturo Ui – Duchess Theatre - Tom Hiddleston als Coriolanus in Coriolanus – Donmar Warehouse - Jude Law als King Henry V in Henry V – Noël Coward Theatre | - Lesley Manville als Mrs. Helene Alving in Ghosts – Almeida Theatre / Trafalgar Studios - Hayley Atwell als Sylvia in The Pride – Trafalgar Studios - Anna Chancellor als Amanda Prynne in Private Lives – Gielgud Theatre - Judi Dench als Alice Liddell in Peter and Alice – Noël Coward Theatre                             |
| Bester Darsteller Musical | Beste Darstellerin Musical |
| - Gavin Creel als Elder Price in The Book of Mormon – Prince of Wales Theatre - Jared Gertner als Elder Cunningham in The Book of Mormon – Prince of Wales Theatre - Douglas Hodge als Willy Wonka in Charlie and the Chocolate Factory – Theatre Royal Drury Lane - Kyle Scatliffe als Haywood Patterson in The Scottsboro Boys – Young Vic Theatre | - Zrinka Cvitešić als Girl in Once – Phoenix Theatre - Rosalie Craig als The Light Princess in The Light Princess – National Theatre Lyttelton - Jenna Russell als Mary Flynn in Merrily We Roll Along – Harold Pinter Theatre - Charlotte Wakefield als Maria von Trapp in The Sound of Music – Regent’s Park Open Air Theatre |
| Bester Nebendarsteller Theaterstück | Beste Nebendarstellerin Theaterstück |
| - Jack Lowden als Oswald in Ghosts – Almeida Theatre / Trafalgar Studios - Ron Cook als Pistol in Henry V – Noël Coward Theatre - Mark Gatiss als Menenius in Coriolanus – Donmar Warehouse - Ardal O’Hanlon als Jim in The Weir – Donmar Warehouse / Wyndham’s Theatre | - Sharon D. Clarke als Odessa in The Amen Corner – National Theatre Olivier - Sarah Greene als Slippy Helen in The Cripple of Inishmaan – Noël Coward Theatre - Katherine Kingsley als Helena in A Midsummer Night’s Dream – Noël Coward Theatre - Cecilia Noble als Sister Moore in The Amen Corner – National Theatre Olivier |
| Beste Leistung in einer Nebenrolle Musical | |
| - Stephen Ashfield als Elder McKinley in The Book of Mormon – Prince of Wales Theatre - Colman Domingo als Mr Bones in The Scottsboro Boys – Young Vic Theatre - Josefina Gabrielle als Gussie in Merrily We Roll Along – Harold Pinter Theatre - Nigel Planer als Grandpa Joe in Charlie and the Chocolate Factory – Theatre Royal Drury Lane | |
| Bester Regisseur / Beste Regisseurin | Bester Choreograph / Beste Choreographin |
| - Lyndsey Turner für Chimerica – Almeida Theatre / Harold Pinter Theatre - Richard Eyre für Ghosts – Almeida Theatre / Trafalgar Studios - Maria Friedman für Merrily We Roll Along – Harold Pinter Theatre - Susan Stroman für The Scottsboro Boys – Young Vic Theatre | - Casey Nicholaw für The Book of Mormon – Prince of Wales Theatre - Peter Darling für Charlie and the Chocolate Factory – Theatre Royal Drury Lane - Steven Hoggett für Once – Phoenix Theatre - Susan Stroman für The Scottsboro Boys – Young Vic Theatre                                                                      |
| Bester Bühnenbildner / Beste Bühnenbildnerin | Bester Kostümdesigner / Beste Kostümdesignerin |
| - Es Devlin für Chimerica – Almeida Theatre / Harold Pinter Theatre - Bob Crowley für Once – Phoenix Theatre - Tim Goodchild für Strangers on a Train – Gielgud Theatre - Mark Thompson für Charlie and the Chocolate Factory – Theatre Royal Drury Lane | - Mark Thompson für Charlie and the Chocolate Factory – Theatre Royal Drury Lane - Nicky Gillibrand für The Wind in the Willows – Duchess Theatre - Soutra Gilmour für Merrily We Roll Along – Harold Pinter Theatre - Rae Smith für The Light Princess – National Theatre Lyttelton                                            |
| Bester Lichtdesigner / Beste Lichtdesignerin | Bester Sounddesigner / Beste Sounddesignerin |
| - Tim Lutkin und Finn Ross für Chimerica – Almeida Theatre / Harold Pinter Theatre - Paul Pyant für Charlie and the Chocolate Factory – Theatre Royal Drury Lane - Paule Constable für The Light Princess – National Theatre Lyttelton - Peter Mumford für Ghosts – Almeida Theatre / Trafalgar Studios | - Carolyn Downing für Chimerica – Almeida Theatre / Harold Pinter Theatre - Gareth Owen für Merrily We Roll Along – Harold Pinter Theatre - Simon Baker für The Light Princess – National Theatre Lyttelton - Clive Goodwin für Once – Phoenix Theatre                                                                          |
| Herausragende Leistungen Musik | |
| - Martin Lowe für das Arrangieren und Komponieren und Glen Hansard und Markéta Irglová für die Texterstellung und Vertonung von Once – Phoenix Theatre - Fred Ebb für die Texterstellung und John Kander für die Vertonung von The Scottsboro Boys – Young Vic Theatre - Robert Lopez, Trey Parker und Matt Stone für die Texterstellung und Vertonung von The Book of Mormon – Prince of Wales Theatre - Das Orchester für Merrily We Roll Along – Harold Pinter Theatre | |
| Herausragende Leistungen Ballett | Beste neue Ballettproduktion |
| - Michael Hulls für das Lichtdesign von Ballet Boyz: The Talent – Sadler’s Wells Theatre - Die Theatersaison von Mark Morris – Sadler’s Wells Theatre - Arthur Pita für die Choreographie von Ballet Black: A Dream within a Midsummer Night’s Dream – Linbury Studio, Royal Opera House - Clemmie Sveaas in Witch-Hunt – Linbury Studio, Royal Opera House | - Puz/zle, Eastman – Sadler’s Wells Theatre - Barbican Britten: Phaedra, Britten Sinfonia und Richard Alston Dance Company – Barbican Centre - What’s Become of You?, Compagnie 111 – Barbican Centre |
| Herausragende Leistungen Oper | Beste neue Opernproduktion |
| - English Touring Opera für ihre Tourneeproduktionen – Linbury Studio, Royal Opera House - Joyce DiDonato und Juan Diego Flórez in La donna del lago – Royal Opera House - Plácido Domingo in Nabucco – Royal Opera House | - Les vêpres siciliennes – Royal Opera House - The Firework-Maker’s Daughter – Linbury Studio, Royal Opera House - Wozzeck, English National Opera – London Coliseum |
| Herausragende Theaterleistungen | |
| - Handbagged – Tricycle Theatre - Cush Jumbo in Josephine and I – Bush Theatre - Fleabag – Soho Theatre - Oh, What a Lovely War – Theatre Royal Stratford East | |
| Zuschauerpreis für die beliebteste Show | |
| - Les Misérables – Queen’s Theatre - Matilda – Cambridge Theatre - The Phantom of the Opera – Her Majesty’s Theatre - Wicked – Apollo Victoria Theatre | |

## Sonderpreise
| Kategorie                         | Preisträger                                      |
| --------------------------------- | ------------------------------------------------ |
| Sonderpreis der Society of London | - Nicholas Hytner und Nick Starr - Michael White |

## Statistik

### Mehrfache Nominierungen
- 7 Nominierungen: Charlie and the Chocolate Factory und Merrily We Roll Along
- 6 Nominierungen: Once, The Book of Mormon und The Scottsboro Boys
- 5 Nominierungen: Chimerica und Ghosts
- 4 Nominierungen: The Light Princess
- 3 Nominierungen: The Amen Corner
- 2 Nominierungen: Coriolanus, Henry V, Othello, Peter and Alice, Private Lives, The Sound of Music und The Wind in the Willows

### Mehrfache Gewinne
- 5 Gewinne: Chimerica
- 4 Gewinne: The Book of Mormon
- 3 Gewinne: Ghosts
- 2 Gewinne: Charlie and the Chocolate Factory, Merrily We Roll Along und Once